# 奥尔拜拉拜
奥尔拜拉拜（法語：Orbais-l'Abbaye，法語發音：[ɔʁbɛ labei]）是法国马恩省的一个市镇，位于该省西部，属于埃佩尔奈区。

## 地理
奥尔拜拉拜（48°57'0"N, 3°41'55"E）面积16.03 平方千米，位于法国大東部大區马恩省，该省份为法国东北部内陆省份，北起阿登省，西北接埃纳省，西南接塞纳-马恩省，南至奥布省，东南接上马恩省，东临默兹省。
与奥尔拜拉拜接壤的市镇（或旧市镇、城区）包括：伊尼-孔布利济、拉沙佩勒苏索尔拜、马尔尼、叙济勒弗朗、拉维尔苏索尔拜。

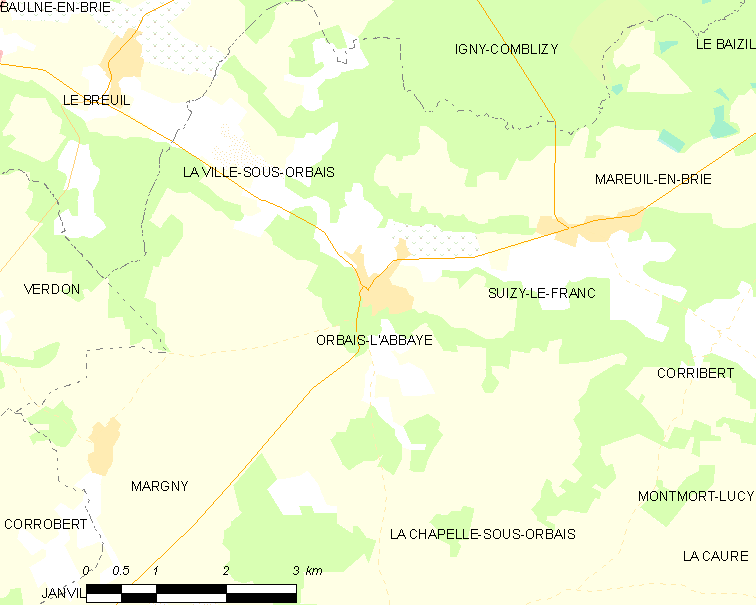
奥尔拜拉拜的OSM定位图

奥尔拜拉拜的时区为UTC+01:00、UTC+02:00（夏令时）。

## 行政
奥尔拜拉拜的邮政编码为51270，INSEE市镇编码为51416。

## 政治
奥尔拜拉拜所属的省级选区为多尔芒-香槟景县。

## 人口

1962-2008年间奥尔拜拉拜人口变化图示

奥尔拜拉拜于2022年1月1日时的人口数量为523人。